# Sitno Donje
Sitno Donje falu Horvátországban Šibenik-Knin megyében. Közigazgatásilag Šibenikhez tartozik.

## Fekvése
Šibeniktől légvonalban 19, közúton 25 km-re keletre, Dalmácia középső részén a Daniloi-mezőtől keletre, az Unešićet Perković-csal összekötő út mentén fekszik. A völgyet, amelyben a település található délről a 485 méter magas Trovr-hegy lejtői, északról a Lučića umac és a 480 méretes Mrčelin umac határolják. Itt halad át az A1-es autópálya és a Zágráb-Split vasútvonal is melynek Perković vasútállomása Sitno Donje területén található. Sitno Donje településrészei Jakelići (Donji és Gornji), Njavrčići, Čatrnje (Donje és Gornje), Kunčići és Selo (Rakići, Praženi, Lučići, Arambašići, Vranjići, Ilići és Serajlići nevű telepeivel).

## Története
Sitno Donje és Sitno részei annak a Sitnica („Sichnicha”) nevű történelmi településnek, melyet IV. Béla király említ 1251. november 22-én kelt oklevelében, melyben megerősíti Šibenik város északi és keleti határait, újabb említése pedig a šibeniki püspökség alapítása idején 1298-ban történik. Következő említését Šibenik város statútumának megváltoztatásakor 1401-ben, majd ennek kiegészítésekor 1430-ban találjuk. 1434-ben Velencei Köztársaság és Ivan Nepilićnek az akkori Magyar Királysághoz tartozó birtokai közötti határvita során említik. A történeti Sitnica szétválása Sitno Donje és Sitno (Gornje) részekre már a 15. században megindult. Régi és új részeinek külön említése „Vetus et Nova” alakban ebből az időből származik. Miután a török 1498-ban kirabolta Sitnót ez a terület továbbra is az ellenőrzése alatt maradt, majd az 1537 és 1540 között folyt török-velencei háború után formálisan is a Klisszai szandzsák részeként a meghódított területekhez csatolták. Az 1684 és 1699 között a Zagora területével együtt a moreai háború során szabadult fel végleg a török uralom alól. A 17. század végén a velencei területek részeként Sitnica már különállóan Sitno Donje és Sitno Gornje, illetve igazgatási hovatartozása alapján Sitno trogirsko illetve Sitno drniško néven szerepel. Ezt erősíti a sitnói birtokok 1711-es összeírása, melyben néhány birtok neve mellett a „da Sitno Inf.” (alsó sitnói) jelzővel illetik. Egyházilag a török idők után mirlovići plébániához tartozott, majd a trogiri püspökség megszüntetése után 1830-tól a visokai plébánia része lett. A település 1797-ben a Velencei Köztársaság megszűnésével a Habsburg Birodalom része lett. 1806-ban Napóleon csapatai foglalták el és 1813-ig francia uralom alatt állt. Napóleon bukása után ismét Habsburg uralom következett, mely az első világháború végéig tartott. A falunak 1857-ben 223, 1910-ben 323 lakosa volt. Az első világháború után rövid ideig az Olasz Királyság, ezután a Szerb-Horvát-Szlovén Királyság, majd Jugoszlávia része lett. Lakossága mezőgazdaságból, szőlőtermesztésből élt. A délszláv háború során a település mindvégig horvát kézen volt. 2011-ben 561 lakosa volt.

## Lakosság
| Lakosság változása | Lakosság változása | Lakosság változása | Lakosság változása | Lakosság változása | Lakosság változása | Lakosság változása | Lakosság változása | Lakosság változása | Lakosság változása | Lakosság változása | Lakosság változása | Lakosság változása | Lakosság változása | Lakosság változása | Lakosság változása |
| ------------------ | ------------------ | ------------------ | ------------------ | ------------------ | ------------------ | ------------------ | ------------------ | ------------------ | ------------------ | ------------------ | ------------------ | ------------------ | ------------------ | ------------------ | ------------------ |
| 1857               | 1869               | 1880               | 1890               | 1900               | 1910               | 1921               | 1931               | 1948               | 1953               | 1961               | 1971               | 1981               | 1991               | 2001               | 2011               |
| 223                | 248                | 291                | 285                | 233                | 323                | 281                | 385                | 466                | 572                | 705                | 726                | 693                | 694                | 627                | 561                |

## Fordítás
Ez a szócikk részben vagy egészben  a   Sitno Donje című horvát Wikipédia-szócikk ezen változatának fordításán alapul.  Az eredeti cikk szerkesztőit annak laptörténete sorolja fel. Ez a jelzés csupán a megfogalmazás eredetét és a szerzői jogokat jelzi, nem szolgál a cikkben szereplő információk forrásmegjelöléseként.